# Chiropterotriton cieloensis
Chiropterotriton cieloensis é uma espécie de anfíbio caudado da família Plethodontidae. Está presente no México. A UICN classificou-a como em perigo de extinção.